# Métaux
Métaux (en castellano: «Metales») es un libro de poesía y arte visual de Georges Perec y Paolo Boni, publicado en 1985 por Robert et Lydie Dutrou (editorial R.L.D.) con la colaboración del Centre National des Lettres de París.
El libro corresponde a siete sonetos heterogramáticos escritos por Perec acompañados de ocho «grafiesculturas» de Boni, realizados entre 1976 y 1977. Entre los sonetos tipografiados se alternan las grafiesculturas, que son imágenes en relieve, todas firmadas en cada ejemplar por el artista e impresas a color, salvo una grabada sobre la página en blanco. Cuatro de los sonetos ya habían sido publicados anteriormente en La clôture et autres poèmes (1980).
Se trata de una edición limitada conformada por los siguientes ejemplares:
- 135 ejemplares impresos en papel Moulin de Larroque.
- 5 ejemplares numerados del 1 al 5, con una serie de amplios márgenes de 8 grafiesculturas y un dibujo original.
- 25 ejemplares numerados del 6 al 30, con una serie de amplios márgenes.
- 73 ejemplares numerados del 31 al 103.
- 15 ejemplares de artista numerados del E.A. 1 al E.A. 15.
- 15 ejemplares H. C. numerados del I a XV.
- 2 ejemplares reservados al Centre National des Lettres.

El conjunto fue posteriormente reeditado en 1992, en el libro Cahiers Georges Perec: Les poèmes hétérogrammatiques.